# Stronger Than Pride
Stronger Than Pride  là album phòng thu thứ ba của ban nhạc người Anh Sade, phát hành tại Vương quốc Anh vào ngày 3 tháng 5 năm 1988 và tại Hoa Kỳ vào ngày 10 tháng 5 năm 1988 bởi Epic Records. Đây cũng là album đầu tiên của ban nhạc mà không có sự tham gia của tay trống Dave Early, người rời đi vào năm 1985. Được ra mắt sau gần ba năm kể từ đĩa nhạc trước Promise (1985), ban nhạc thu âm album tại Bahamas và Pháp trong hai năm. Tất cả những thành viên của Sade đều tham gia đồng sáng tác tất cả bài hát, và Stronger Than Pride cũng đánh dấu lần đầu tiên ban nhạc tự sản xuất toàn bộ đĩa nhạc mà không hợp tác với bất kì cộng tác viên nào. Đây là một bản thu âm soul và funk kết hợp với những âm hưởng từ quiet storm, R&B và nhạc Latinh.
Nội dung ca từ của đĩa nhạc đề cập đến những chủ đề về tình yêu, niềm hạnh phúc và sự hối tiếc khi chấm dứt một mối quan hệ tình cảm. Sau khi phát hành, album nhận được những phản ứng tích cực từ các nhà phê bình âm nhạc, trong đó họ giành nhiều lời khen cho chất giọng của giọng ca chính Sade Adu và lời bài hát vừa mang tính mỉa mai vừa mang tính nội tâm. Stronger Than Pride cũng gặt hái những thành công đáng kể về mặt thương mại khi đứng đầu các bảng xếp hạng tại Hà Lan và Ý, đồng thời lọt vào top 10 ở hầu hết những quốc gia còn lại, bao gồm vươn đến top 5 ở nhiều thị trướng lớn như Pháp, Đức, Thụy Điển, Thụy Sĩ và Vương quốc Anh. Album đạt vị trí thứ bảy trên bảng xếp hạng Billboard 200, trở thành album thứ ba liên tiếp của Sade lọt vào top 10 tại Hoa Kỳ.
Năm đĩa đơn đã được phát hành từ Stronger Than Pride. "Love Is Stronger Than Pride" được chọn làm đĩa đơn mở đường và lọt vào top 20 ở một số quốc gia như Bỉ, Phần Lan, Ý và Hà Lan, trong khi đĩa đơn tiếp theo "Paradise" đạt vị trí thứ 16 trên bảng xếp hạng Billboard Hot 100 và thống trị bảng xếp hạng Billboard Hot R&B/Hip-Hop Songs tại Hoa Kỳ. Hai đĩa đơn tiếp theo "Nothing Can Come Between Us" và "Turn My Back on You" chỉ đạt được những thành tích tương đối, bên cạnh đĩa đơn phát hành duy nhất tại Vương quốc Anh "Haunt Me". Để quảng bá album, ban nhạc trình diễn trên một số chương trình truyền hình và thực hiện chuyến lưu diễn Stronger Than Pride Tour (1988) với 46 buổi hòa nhạc khắp Bắc Mỹ và Châu Âu.

## Danh sách bài hát
Tất cả lời bài hát được viết bởi Sade Adu, ngoại trừ "Siempre Hay Esperanza".
| STT              | Nhan đề                           | Phổ nhạc                           | Thời lượng |
| ---------------- | --------------------------------- | ---------------------------------- | ---------- |
| 1.               | "Love Is Stronger Than Pride"     | Adu Andrew Hale Stuart Matthewman  | 4:16       |
| 2.               | "Paradise"                        | Adu Hale Matthewman Paul S. Denman | 4:01       |
| 3.               | "Nothing Can Come Between Us"     | Adu Matthewman Hale                | 4:21       |
| 4.               | "Haunt Me"                        | Adu Matthewman                     | 5:48       |
| 5.               | "Turn My Back on You"             | Adu Hale Matthewman                | 6:05       |
| 6.               | "Keep Looking"                    | Adu Hale                           | 5:20       |
| 7.               | "Clean Heart"                     | Adu Matthewman Hale                | 3:59       |
| 8.               | "Give It Up"                      | Adu Matthewman Hale                | 3:49       |
| 9.               | "I Never Thought I'd See the Day" | Adu Leroy Osbourne                 | 4:12       |
| 10.              | "Siempre Hay Esperanza"           | Matthewman Adu Osbourne            | 5:16       |
| Tổng thời lượng: | Tổng thời lượng:                  | Tổng thời lượng:                   | 47:07      |

## Xếp hạng
| Bảng xếp hạng (1988)                     | Vị trí cao nhất |
| ---------------------------------------- | --------------- |
| Album Úc (Australian Music Report)       | 11              |
| Album Áo (Ö3 Austria)                    | 6               |
| Canada Top Albums/CDs (RPM)              | 9               |
| Album Hà Lan (Album Top 100)             | 1               |
| Album Châu Âu (Music & Media)            | 1               |
| Album Phần Lan (Suomen virallinen lista) | 3               |
| Album Pháp (IFOP)                        | 4               |
| Album Đức (Offizielle Top 100)           | 4               |
| Album Ý (Musica e dischi)                | 1               |
| Album Nhật Bản (Oricon)                  | 8               |
| Album New Zealand (RMNZ)                 | 8               |
| Album Na Uy (VG-lista)                   | 7               |
| Album Tây Ban Nha (AFYVE)                | 9               |
| Album Thụy Điển (Sverigetopplistan)      | 2               |
| Album Thụy Sĩ (Schweizer Hitparade)      | 2               |
| Album Anh Quốc (OCC)                     | 3               |
| Album Hoa Kỳ Billboard 200               | 7               |
| Album Hoa Kỳ Top R&B/Hip-Hop (Billboard) | 3               |

| Bảng xếp hạng (1988)                      | Vị trí |
| ----------------------------------------- | ------ |
| Album Úc (Australian Music Report)        | 62     |
| Album Áo (Ö3 Austria)                     | 18     |
| Album Canada (RPM)                        | 46     |
| Album Hà Lan (Album Top 100)              | 22     |
| Album Châu Âu (Music & Media)             | 8      |
| Album Đức (Offizielle Top 100)            | 17     |
| Album Thụy Sĩ (Schweizer Hitparade)       | 17     |
| Album Anh Quốc (Gallup)                   | 51     |
| Hoa Kỳ Billboard 200                      | 37     |
| Hoa Kỳ Top R&B/Hip-Hop Albums (Billboard) | 26     |

## Chứng nhận
| Quốc gia                                                                           | Chứng nhận  | Số đơn vị/doanh số chứng nhận |
| ---------------------------------------------------------------------------------- | ----------- | ----------------------------- |
| Canada (Music Canada)                                                              | Bạch kim    | 100.000^                      |
| Pháp (SNEP)                                                                        | 2× Bạch kim | 600.000*                      |
| Đức (BVMI)                                                                         | Vàng        | 250.000^                      |
| Hà Lan (NVPI)                                                                      | Bạch kim    | 100.000^                      |
| New Zealand (RMNZ)                                                                 | Vàng        | 7.500^                        |
| Tây Ban Nha (PROMUSICAE)                                                           | Bạch kim    | 100.000^                      |
| Thụy Sĩ (IFPI)                                                                     | Bạch kim    | 50.000^                       |
| Anh Quốc (BPI)                                                                     | Bạch kim    | 300.000^                      |
| Hoa Kỳ (RIAA)                                                                      | 3× Bạch kim | 3,500,000                     |
| * Chứng nhận dựa theo doanh số tiêu thụ. ^ Chứng nhận dựa theo doanh số nhập hàng. |             |                               |